# 마야 리터
마야 리터(Maya Ritter, 1993년 11월 9일 ~ )는 캐나다의 배우이다.
켈로나에서 태어났다.

## 영화
- 마가리타 (2012년) - 말리 역
- 파크데일 (2011년)
- 닥터 핀의 딸 (2007년)
- 몰리: 언 아메리칸 걸 온 더 홈 프론트 (2006년)